# Chrzanów Aleja Henryka
Chrzanów Aleja Henryka – zlikwidowany przystanek kolejowy na linii nr 126 na terenie Chrzanowa. Znajdował się w pobliżu dzisiejszego skrzyżowania Alei Henryka z ul. Sienną. Według archiwalnych rozkładów jazdy, pociągi zatrzymywały się na nim w latach 1931–1940 oraz w roku 1947.